# Maria Yamamoto
Maria Yamamoto (山本 麻里安 Yamamoto Maria?,  Meguro, Tokio, Japón, 11 de septiembre de 1981) es una seiyū y cantante española de origen japonés afiliada a I'm Enterprise.

## Filmografía
Los papeles principales están en negrita.

### Anime
1998
- Karekano como Kano Miyazawa.

1999
- Amazing Nurse Nanako como Nanako Shichigusa.
- Seraphim Call como Urara Tachibana.

2000
- Hand Maid May como Cyberdoll May.
- Mon Colle Knights como Leprechaun (eps. 27-51); Panchi Panchi (eps. 18, 19); Rei (ep. 19); Tankensha Pocket (ep. 45)

2001
- Chance! Pop Sessions como Nozomi Kaihara.
- Great Dangaioh como Daughter (ep. 1); Kaori
- Magical Nyan Nyan Taruto como Chitose.

2002
- Petite Princess Yucie como Yucie.

2003
- Pokémon: Reto Máximo como Misato (ep. 86)
- Yami to Bōshi to Hon no Tabibito como Kuiru (ep 5)

2004
- Elfen Lied como Kanae, Kisaragi, Saitou (ep. 6)
- Ryusei Sentai Musumet como Shinobu Nakagawa.

2006
- D.Gray-man como Katia (ep. 43)
- Lovege Chu ~Miracle Seiyuu Hakusho~ como Amane Oohara.
- Papillon Rose como Tsubomi / Papillon Rose.
- School Rumble: 2nd Semester como Rinko; Saeko

2007
- Touka Gettan como Hibari.

2008
- Porfy no Nagai Tabi como Sophia.

### OVA
- Demon Prince Enma como Sacchan.
- Eien no Aseria como Lestiina Dai Galos.
- Elfen Lied (OVA) como Kisaragi, Aiko.
- Guardian Hearts Power Up! como Aya Kureha.
- Kyō no Go no Ni como Natsumi Hirakawa.
- Memories Off como Ayaka Matsukawa.
- Nurse Witch Komugi como Maria Yamamoto (ep. 4)
- Princess Rouge como Megumi Kana.

### Películas
- Guilstein como Iyu.

## Canciones de anime
- Amazing Nurse Nanako (ending)
- Chance! Pop Sessions (opening): "Pure Blue" (Azul puro), con Atsuko Enomoto y Mayumi Iizuka.
- Chance! Pop Sessions (ending): "Love Forever" (Amor por siempre), con Atsuko Enomoto y Mayumi Iizuka.
- Karekano (segundo ending): "Kaze Hiita Yoru" (con Yuki Watanabe)
- Magical Nyan Nyan Taruto (ending): "Hana Uta no Hareruya!", con Hisayo Mochizuki y Masayo Kurata).
- Petite Princess Yucie (opening): "Egao no Tensai", con Yuki Matsuoka, Yukari Fukui, Ayako Kawasumi, Fumiko Orikasa.
- Seraphim Call (undécimo ending): "Yes, it's my true love" (Sí, esto es mi amor verdadero).
- Sugar: A Little Snow Fairy (primer ending): "Snow Flower" (Flor de la nieve).
- NieA_7 (ending): "Venus to Chiisana Kamisama" (Venus y un pequeño Dios)", con Seikou Kikuchi.